# Osama Zoghlami
Osama Zoghlami (Túnez, 19 de junio de 1994) es un deportista italiano de origen tunecino que compite en atletismo. Ganó una medalla de plata en el Campeonato Europeo de Atletismo de 2022, en la prueba de 3000 m obstáculos.

## Palmarés internacional
| Campeonato Europeo | Campeonato Europeo | Campeonato Europeo | Campeonato Europeo |
| Año                | Lugar              | Medalla            | Prueba             |
| ------------------ | ------------------ | ------------------ | ------------------ |
| 2022               | Múnich (Alemania)  | Medalla de plata   | 3000 m obstáculos  |